# Hinduism i Spanien

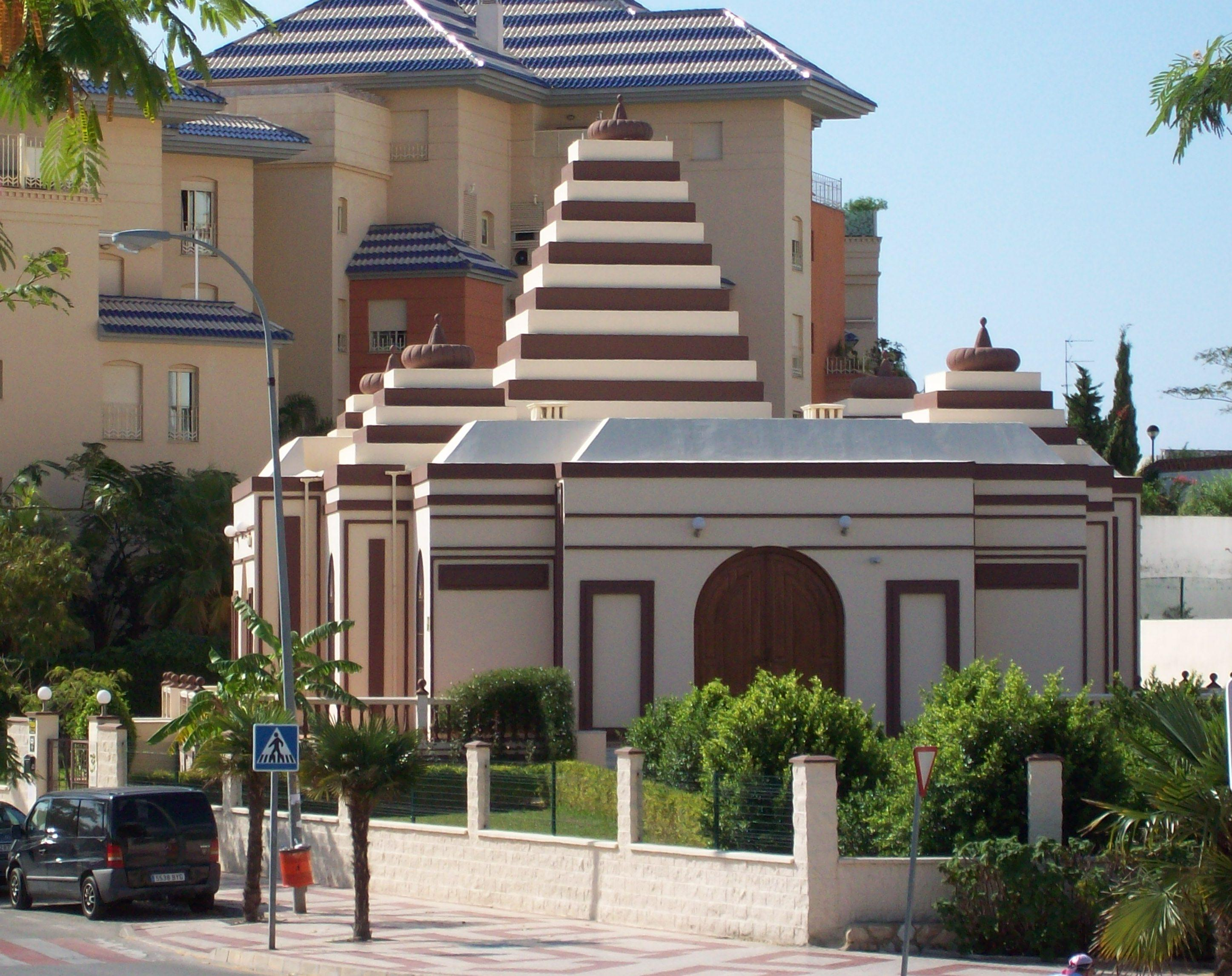
Det hinduiska templet i Benalmádena i Andalusien i södra Spanien invigdes år 2001.

Hinduismen är en minoritetsreligion i Spanien.

## Historia
Från tidigt 1900-tal började sindhier att utvandra till den brittiska kolonin Gibraltar i sökandet efter bättre ekonomiska möjligheter. Därifrån tog de sig vidare till Ceuta och Melilla, spanska territorier i Nordafrika, och letade så småningom sig vidare till andra spanska städer och öar. Sindhiska handelsmän och butiksägare blomstrade i de spanska Kanarieöarnas frizoner på Gran Canaria och Teneriffa, särskilt efter att Spanien införde restriktioner för import och valutaväxling efter andra världskriget. Från Las Palmas bedrev de en omfattande handel med länderna i Nordafrika. När Ceuta och Melilla senare också förklarades som frizoner, etablerade indiska affärsmän handelskontor och butiker inriktade på turistnäringen.

## Den hinduiska befolkningen
Det finns omkring 75 000 hinduer i Spanien.  En uppskattning från 2014 anger att av de då cirka 40 000 hinduerna i landet hade omkring 25 000 sitt ursprung i Indien, 5 000 kom från Östeuropa och Latinamerika, medan cirka 10 000 var spanska medborgare som själva identifierade sig som hinduer.
Det finns även mindre hinduiska gemenskaper med ursprung i Nepal (cirka 200 personer), Bangladesh (cirka 500 personer) och Pakistan. Den indiska diasporan i Spanien uppgick år 2014 till omkring 30 000 personer, vilket motsvarade ungefär 0,04 procent av landets befolkning vid den tiden. 
| År   | Procent | Ökning  |
| ---- | ------- | ------- |
| 2014 | 0,04 %  | -       |
| 2019 | 0,07 %  | +0,03 % |
| 2024 | 0,11 %  | +0,04 % |

### Katalonien
År 2014 fanns det 27 hinduiska tempel eller center i Katalonien, varav 14 låg i provinsen Barcelona. Religionen representeras främst av indiska invandrare, men det finns även ett betydande antal katalaner som konverterat till hinduismen. De flesta hinduiska tempel i regionen håller sina ceremonier på katalanska eller spanska. Hinduer i Katalonien följer en mångfald av religiösa traditioner och filosofiska riktningar, och flera grupper identifierar sig med specifika guruer.

### Kanarieöarna
Hinduer utgör omkring 0,5 % av befolkningen i Kanarieöarna. Ungefär hälften av Spaniens hinduiska befolkning är bosatt på Kanarieöarna. Teneriffa är en av få platser i Europa med ett offentligt firande av högtiden Ganesh Chaturthi (firandet av Ganeshas födelse).

### Melilla
Hinduism utövas av en minoritet i Melilla,  ett spanskt utomeuropeiskt territorium. När Melilla blev en frizon i slutet av 1800-talet, anlände många indier till staden för att etablera handelsverksamhet. Det hinduiska oratoriet på gatan Calle Castelar fungerar som samfundets religiösa och kulturella samlingspunkt. Under senare år har den hinduiska befolkningen i Melilla minskat till följd av migration för bättre arbetsmöjligheter, och samfundet i Melilla omfattar numera endast omkring 100 personer.

### Ceuta

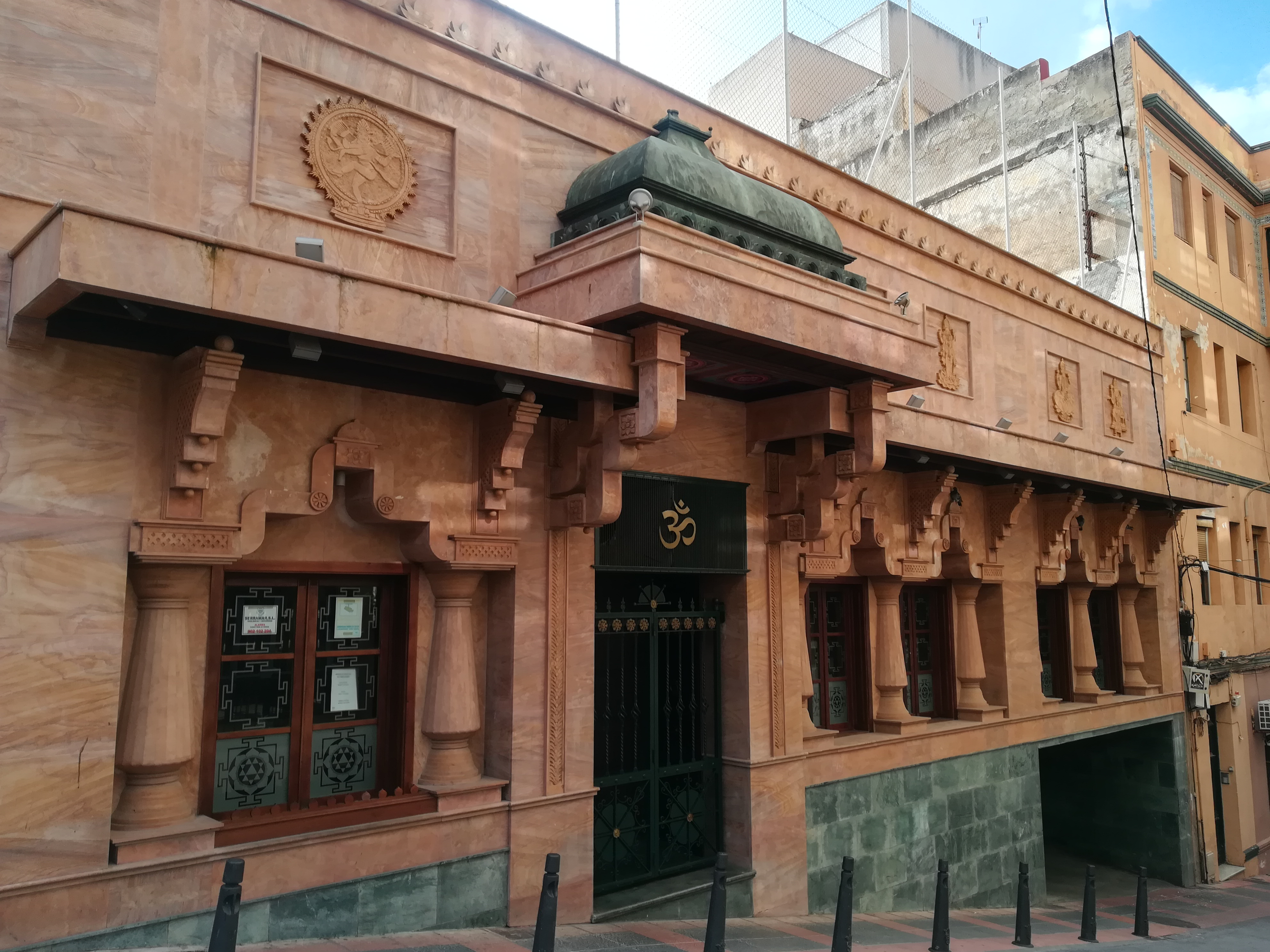
Ceutas första (och enda) hinduiska tempel byggdes 2007.

I det spanska utomeuropeiska territoriet Ceuta bor omkring 500 hinduer. Hinduer har varit bosatta i Ceuta sedan 1893, främst som handelsmän med kopplingar till Gibraltar. De etablerade bland annat butiken Bazar el Indio och slog sig sedermera ner i staden tillsammans med sina familjer. Fler hinduer anlände under och efter Indiens delning 1947. År 1948 grundades Hindu Merchants’ Association, vilket blev den första hinduiska organisationen i Spanien. Organisationen bytte 1997 namn till Comunidad Hindú de Ceuta.  Det första hinduiska templet i Ceuta invigdes den 22 oktober 2007, efter ett projekt av Andrés Ruíz Manrique, Hicham Abselam och Nordin Abselam, under ledning av Francisco Morales, med stöd av Juan Carlos Ramchandani. Ett hinduiskt krematorium färdigställdes också i Ceuta år 2006. Nästan alla hinduer i Ceuta är av sindhi-ursprung.

## Hinduiska tempel i Spanien
Det finns omkring 40 hinduiska tempel eller gudstjänstlokaler i Spanien. Det första hinduiska templet i staden Ceuta färdigställdes år 2007. ISKCON driver Krishna-tempel i bland annat Barcelona, Madrid, Málaga, Teneriffa och Brihuega. I Barcelona finns även en vegetarisk Krishnarestaurang som drivs av rörelsen.

## Hinduiska föreningar i Spanien

### Federación Hindú de España (FHE)
Federación Hindú de España (FHE) bildades under andra hälften av 2010-talet. Deras mål är bland annat att ena hinduer samt att främja och försvara hinduismen. Organisationen strävar även efter att ifrågasätta och korrigera akademiska felaktiga framställningar av hinduismen.